# Moritz von Schwind

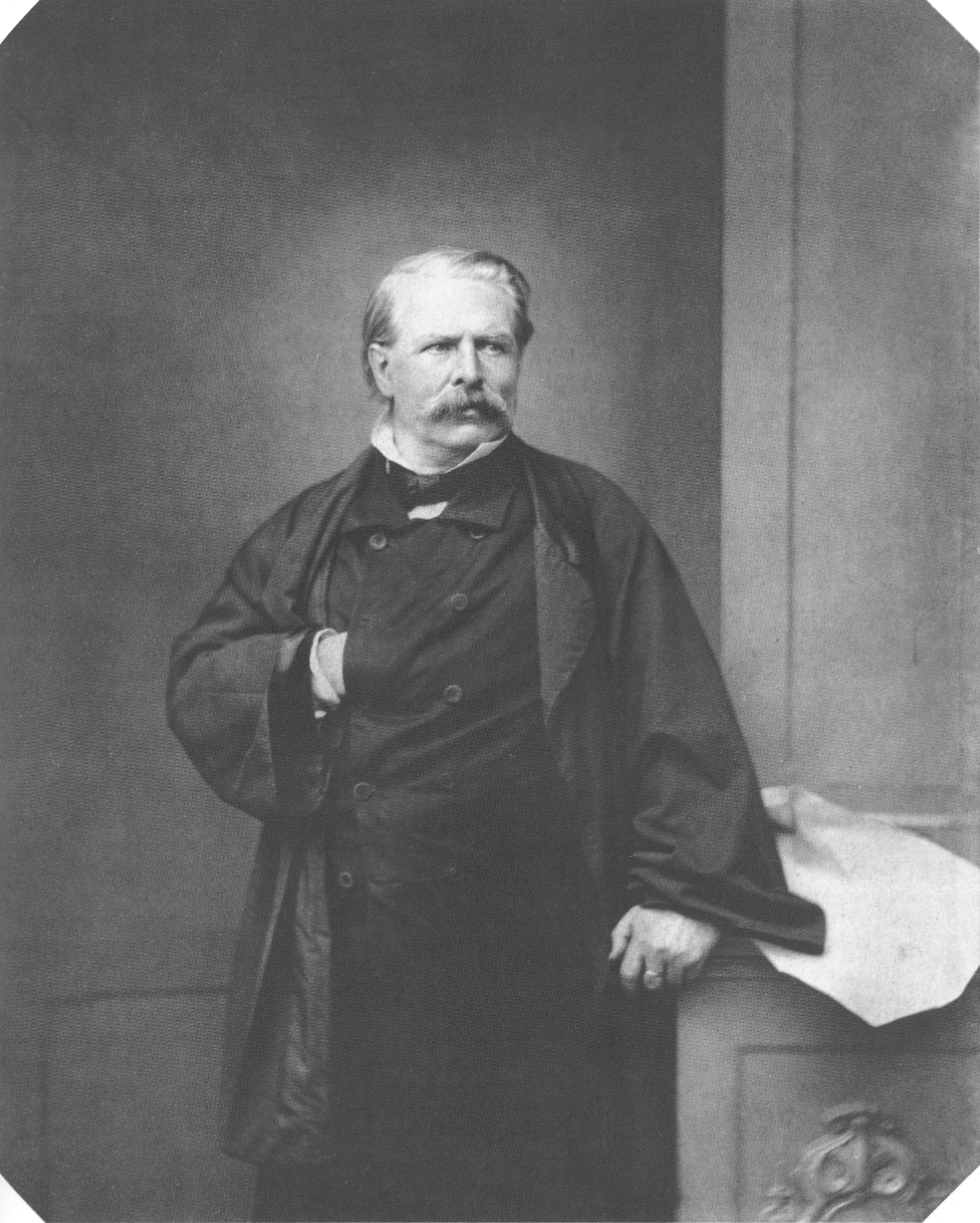
Moritz von Schwind.

Moritz von Schwind, född 21 januari 1804 i Wien, död 8 februari 1871 i München, var en tysk-österrikisk målare och grafiker.

## Biografi
von Schwind var representant för den tyska romantiken; elev till Cornelius. Han försökte sig på stora muralmålningar, men var mer framgångsrik med mindre målningar som Des Knaben Wunderhorn och Morgon samt bokillustrationer.
Han målade poetiska, förtrollande sagolandskap med älvor och riddare, naivt naturnära och utan andra tyska romantikers storslagna naturmystik.